# Lake Narracan
Der Lake Narracan ist ein Stausee im Verlauf des Latrobe River, der als Kühlwasserreservoir für die nahegelegenen Braunkohlekraftwerke gebaut wurde.

## Lage
Der Lake Narracan liegt am Latrobe River im Latrobe Valley. Die Staumauer ist ca. 1,5 km flussaufwärts von der Yallourn Power Station gelegen. Das obere Ende des Stausees liegt ca. 6 km weiter westlich in der Nähe der Mündung des Narracan Creek in den Latrobe River. Der See wurde auch Yallourn Storage Dam genannt.

## Geschichte
Der Stausee wurde in den Jahren 1959–1961 von der State Electricity Commission of Victoria gebaut und hat ein Füllvolumen von 8,6 Mio. m³.
2002 wurden umfangreiche Renovierungsarbeiten durchgeführt, um den Stausee wieder auf den Stand der Technik zu bringen. Dabei wurde auch die Staumauer besser im tragenden Fels verankert und die vier Tore wurden verstärkt.

## Zweck
Der Stausee ist wichtig für die Bereitstellung von Kühlwasser für die Kraftwerke im Latrobe Valley. Ein weiterer Stausee, der Blue Rock Lake, ca. 15 km flussaufwärts am Tanjil River vergrößert das zur Verfügung stehende Volumen.

## Freizeitaktivitäten
Der Lake Narracan dient auch als Erholungsgebiet dem Wassersport, z. B. Wasserskifahren, Jetskifahren, Schwimmen, Fischen und Wandern an den Ufern. Ein Schulcamp (Woorabinda) am Nordufer ist für ca. 75 Kinder ausgelegt. Am Südufer liegt ein kleiner Zelt- und Wohnwagenplatz. Der Latorbe Valley Model Aero Club (Modellflugzeugclub) liegt ebenfalls am Seeufer. Die Eisenbahnlinie von Moe nach Yallourn läuft am Südufer entlang.
Der Lake Narracan ist der größte Süßwassersee in Victoria, der nicht zur Trinkwasserbevorratung genutzt wird.